# 加里波第站 (巴黎)
加里波第站（法語：Garibaldi）是巴黎地鐵的一個車站。加里波第站位於巴黎北郊的聖旺 (塞納-聖但尼省)，是巴黎地鐵13號線的車站。加里波第站開通於1952年6月30日。車站名稱來自於朱塞佩·加里波第。

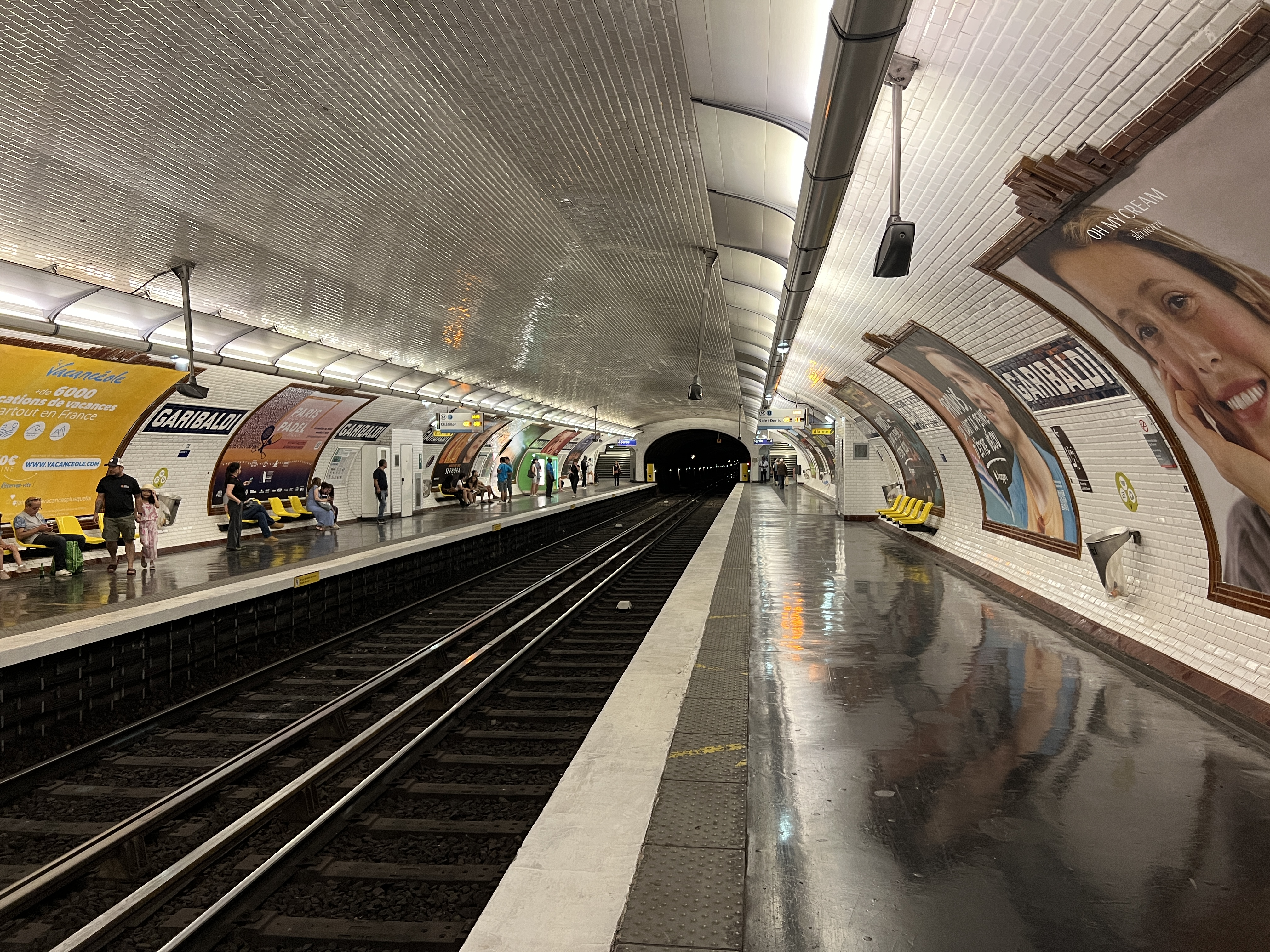
月台（2022年7月）

## 車站結構
| 街道層     |                    |                           |
| B1         | 夾層               |                           |
| 13號線月台 | 側式月台，右側開門 | 側式月台，右側開門        |
| 13號線月台 | 北行               | 往聖但尼大學（聖旺鎮）    |
| 13號線月台 | 南行               | 往沙蒂永-蒙魯日（聖旺門） |
| 13號線月台 | 側式月台，右側開門 |                           |